# غيلتينورن
غيلتينورن (بالإنجليزية: Geltenhorn)‏ هو أحد جبال سلسلة جبال الألب البرنية ويقع في كانتون برن/كانتون فاليز في سويسرا. يحتل المرتبة رقم 187 في قائمة جبال سويسرا من حيث الارتفاع، إذ يبلغ ارتفاعه حوالي 3065 متر، بينما يبلغ ارتفاع نتوء الجبل 312 متر.